# 托内
托内（法語：Thônex）是瑞士日内瓦州的一个市，位于日内瓦市区以东，阿尔沃河左岸。东南与法国相接。
截至2009年底，托内共有居民13483人。

## 外部連結
- （法文）托内官方网站